# Lonchaea heterosa
Lonchaea heterosa är en tvåvingeart som beskrevs av Mcalpine 1964. Lonchaea heterosa ingår i släktet Lonchaea och familjen stjärtflugor. Inga underarter finns listade i Catalogue of Life.